# Naissance en 1362
Naissance
- 1358
- 1359
- 1360
- 1361
- 1362
- 1363
- 1364
- 1365
- 1366

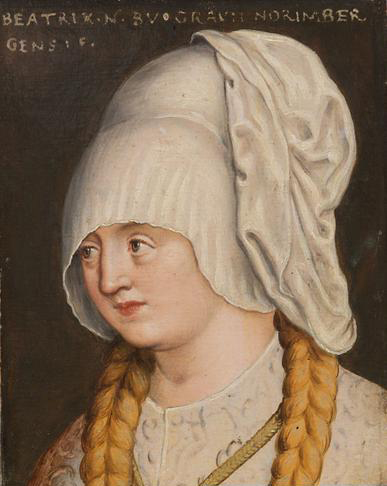
Béatrice de Nuremberg, née vers 1362.

Cette page dresse une liste de personnalités nées au cours de l'année 1362  :
- Alamanno Adimari, dit le cardinal de Pise, évêque de Florence, archevêque de Tarente puis à Pise. Il participe au concile de Pise et est nommé nonce en France, cardinal-prêtre de S. Eusebio, légat en Aragón et  Navarre.
- Jeanne de Bavière, reine de Germanie et de Bohême, électrice de Brandebourg et duchesse de Luxembourg.
- Raban de Helmstatt,  évêque de Spire, archevêque de Trèves et l'un des princes-électeurs du Saint-Empire romain germanique.
- Jean III de Montferrat, marquis de Monteferrat.
- Wojciech Jastrzębiec, évêque de Poznań, de Cracovie et archevêque de Gniezno.
- Murdoch Stuart, 2e duc d'Albany.
- Wang Fu, peintre chinois.

date incertaine (vers 1362)
- Henri de Marle, seigneur de Marle.
- Béatrice de Nuremberg, duchesse consort d'Autriche.

## Crédit d'auteurs
- Cet article est partiellement ou en totalité issu de l'article intitulé « 1362 » (voir la liste des auteurs).